# 城谷耕生
城谷 耕生（しろたに・こうせい、1968年 - 2020年12月13日）は、長崎県雲仙市（旧小浜町）生まれのデザイナー。

## 経歴
東京でデザインを学んだあと、1991年からイタリアのミラノを拠点にして活動。アッキレ・カスティリオーニやエンツォ・マーリらとプロジェクトを行う。
2002年に郷里に戻り、グラフィックから建築まで手掛けるデザインスタジオを経営。九州大学や長崎大学、佐賀大学との共同プロジェクトの指導や、大学や専門学校の講師を務めた。
2020年12月13日、くも膜下出血のため死去。

### 略歴
- 1991年 インテリアセンタースクール（現ICSカレッジオブアーツ）インテリアデザイン科卒業。
- 1991年 イタリアへ渡る。
- 1995年 グランデザイン最優秀賞受賞（イタリア工業デザイン協会主催）
- 2002年 長崎県雲仙市小浜町に拠点を移し、STUDIO SHIROTANIを設立
- 2009年 コーヒーメーカー [FARO（ファーロ）]でグッドデザイン賞受賞
- 2020年-2021年 「城谷耕生のプロダクトデザイン―人と人のつながりから生まれる形―」展が長崎県立美術館にて開催される

## 主な作品
- Tipoシリーズ（2003年）（長崎県美術館所蔵） - 波佐見焼そして三川内焼の職人たちとで共同開発されたもの。多用途の器シリーズとして製作された[9]。
- POSA スツール / テーブル（2006年）（長崎県美術館所蔵） - 必要最小限の家具「ちゃぶ台」から生まれた多用途の家具。生活スタイルの変化に合わせて用途を変えて使用することを意図して作られた[10]。
- Aptenia ブラケットランプ（2006年） - 真竹で作られた、花のようなシェードをもつ照明[11]。
- Rim（2008年）（東京国立近代美術館所蔵） - 波佐見焼の職人と作りあげた、2つの形状（椀と皿）のサイズ違いからなる器シリーズ。日本の食卓に必要な最低限の点数の器として作られた[12][13][14][15]。
- Quartetto（2010年） - 4枚の皿がつながった形で、家族や友人と自然にシェアできる大皿[16][17]。

## 主なプロジェクト
- KAZANプロジェクト（2001年9月-2002年8月）
- 若手の竹職人グループ「BAICA（バイカ）」との勉強会 - 2006年に発足した、大分県別府市の竹細工職人のグループ「BAICA」に、城谷はデザイナー兼ディレクターとして参加。BAICAは大分県立竹工芸・訓練支援センターの修了生4人が結成した。月に一回の勉強会を開き、デザインや採算管理、販売店との交渉、経理などの知識を学び、自立した作り手の輩出を目指した。城谷は温泉の蒸気で竹ひごを立体成形する新しい技術を発案。日経デザイン誌によると「これを応用して、今後は職人だけで新製品を生み出してほしい」と語り、「Aptenia」などをデザインした[18][11][16][19]。
- COCCIO（コッチョ）と小石原プロジェクト（2007年-2010年） - COCCIOは、福岡県東峰村にある小石原焼窯元の自主的な勉強会として始まった。城谷はデザイナー兼ディレクターとして招かれた。後に九州大学の池田美奈子研究室の学生を交え、伝統工芸のあり方を探る共同研究「小石原プロジェクト」を開始。徹底的なリサーチ（小石原の職人の生活、陶器生産の現場、食と食生活、食器について）を行い、家族や友人と食事を共にする意味を学生と職人が話し合って、「Quartetto」などの作品が生まれた[2][20]。
- 刈水エコヴィレッジ構想（2012年 - ） - 長崎県雲仙市小浜町の刈水地区で、空き家を活用した地域活性化を進めた。発端は長崎大学環境科学部から、小浜での地熱バイナリー発電の実証実験にあたって、地元に理解を促してほしいという依頼だった。エコロジーを考えるきっかけになる場所をつくれば、間接的に役立つと考えた城谷は、長崎大学の協力のもと、デザインを学ぶ学生と現状観察や住民へのインタビューなどを行う5日間のワークショップを開いた。2012年9月、刈水地区の景観や観光資源を活かして、点在する空き家を改装した施設を運営し、自然・観光・生活をつなぐ「北刈水エコヴィレッジ構想[注 1]」を小浜温泉街で発表した。依頼されたプロジェクトとしては成果発表会をもって終了だったが、地域住民の期待を受けて城谷は自腹を切って空き家を借り、改修してショップ・喫茶「刈水（かりみず）庵」を始めた。調査時には地区の約40%にあたる14棟が空き家だったが、2017年には7棟が移住者らの工房や住宅として活用され、春と秋に行う「刈水デザインマーケット」の来場者は1000人を超えた[2][6][21][22]。